# دوایر (میسیسیپی)
دوایر (به انگلیسی: Dwyer) یک منطقهٔ مسکونی در ایالات متحده آمریکا است که در شهرستان سانفلاور، میسیسیپی واقع شده‌است. دوایر ۳۸ متر بالاتر از سطح دریا واقع شده‌است.